# Resolutie 2440 Veiligheidsraad Verenigde Naties
Resolutie 2440 van de Veiligheidsraad van de Verenigde Naties werd op 31 oktober 2018 aangenomen met twaalf stemmen voor en drie onthoudingen. De resolutie verlengde de VN-missie in de Westelijke Sahara opnieuw met een half jaar.

## Standpunten
Bolivia, Ethiopië en Rusland onthielden zich naar eigen zeggen omdat de Verenigde Staten niet genoeg rekening had gehouden met hun mening bij het opstellen van de tekst.
Andere leden, waaronder Frankrijk, hadden het mandaat liever met een jaar verlengd gezien, wat ook Marokko's voorkeur had. De Verenigde Staten wilden echter met een korter mandaat de partijen aanzetten te onderhandelen en VN-missies niet zomaar automatisch blijven verlengen.

## Achtergrond
Begin jaren 1970 ontstond een conflict tussen Spanje, Marokko, Mauritanië en de Westelijke Sahara zelf over de Westelijke Sahara, een gebied dat tot dan toe in Spaanse handen was. Marokko legitimeerde de aanspraak die het maakte op basis van historische banden met het gebied. Nadat Spanje het gebied had opgegeven, bezette Marokko er twee derde van. Het land bleef in conflict met Polisario, dat met steun van Algerije de onafhankelijkheid blijft nastreven.
Begin jaren 1990 kwam een plan op tafel om de bevolking van de Westelijke Sahara via een volksraadpleging zelf te laten beslissen over de toekomst van het land. Het was de taak van de VN-missie MINURSO om dat referendum op poten te zetten. Het plan strandde later echter door aanhoudende onenigheid tussen de beide partijen, waardoor ook de missie ter plaatse bleef.
In augustus 2017 benoemde secretaris-generaal António Guterres de Duitse oud-president Horst Köhler als zijn nieuwe persoonlijk gezant voor de Westelijke Sahara. In december dat jaar benoemde hij de Canadees Colin Stewart als speciaal vertegenwoordiger voor de Westelijke Sahara en hoofd van de MINURSO-missie. Köhler wilde de onderhandelingen nog voor het einde van 2018 weer op gang trekken. In maart 2019 zou Köhler de vier partijen voor het eerst in zes jaar weer rond de tafel krijgen in Genève.

## Inhoud
De nieuwe persoonlijk gezant van secretaris-generaal António Guterres voor de Westelijke Sahara Horst Köhler organiseerde op 5 en 6 december 2018 een eerste rondetafelbijeenkomst in Genève over de huidige stand van zaken, regionale kwesties en volgende stappen in het politiek proces. Marokko, Polisario, Algerije en Mauritanië hadden allen toegezegd. Deze partijen werden opgeroepen de onderhandelingen zonder voorwaarden te hervatten op basis van de vooruitgang die in 2006 was geboekt. Daarnaast werden ze opgeroepen het staakt-het-vuren in stand te houden.
Het mandaat van MINURSO werd verlengd tot 30 april 2019.
Lijst ·  2398 ·  2399 ·  2400 ·  2401 ·  2402 ·  2403 ·  2404 ·  2405 ·  2406 ·  2407 ·  2408 ·  2409 ·  2410 ·  2411 ·  2412 ·  2413 ·  2414 ·  2415 ·  2416 ·  2417 ·  2418 ·  2419 ·  2420 ·  2421 ·  2422 ·  2423 ·  2424 ·  2425 ·  2426 ·  2427 ·  2428 ·  2429 ·  2430 ·  2431 ·  2432 ·  2433 ·  2434 ·  2435 ·  2436 ·  2437 ·  2438 ·  2439 ·  2440 ·  2441 ·  2442 ·  2443 ·  2444 ·  2445 ·  2446 ·  2447 ·  2448 ·  2449 ·  2450 ·  2451